# Посольство Республики Корея в России
Посо́льство Респу́блики Корея в Росси́йской Федера́ции (кор. 주 러시아 대한민국 대사관) — дипломатическая миссия Республики Корея в Российской Федерации, расположена в районе Хамовники города Москвы на улице Плющихе.
- Ближайшее метро:
  - ст. «Киевская» (Кольцевой, Арбатско-Покровской или Филёвской линии), далее около 10 минут 920 метров пешком.
  - ст. «Парк Культуры» (Кольцевой или Сокольнической линии), далее около 16 минут 1,4 км пешком.

## Послы Южной Кореи в России
- Хон Сун Ян (1992—1993)
- Ким Сок Кю (1993—1996)
- Ли Ин Хо (1996—2000)
- Ли Чжэ Чун (2000—2002)
- Чон Тэ Ик (2002—2004)
- Ким Джэ Соб (2004—2007)
- Ли Гю Хен (2007—2011)
- Ви Сон Лак (2011—2015)
- Пак Ро Бёк (2015—2017)
- У Юн Гын (2017—2019)
- Ли Сок Пэ (2019—2022)
- Чан Хо Чжин (2022—2023)
- Ли До Хун (с 2023)